# یواس‌اس فولتن (۱۸۶۲)
یواس‌اس فولتن (۱۸۶۲) (به انگلیسی: USS Fulton (1862)) یک کشتی بود.